# Бабин (Наместово)
Бабин (слч. Babín) насељено је мјесто са административним статусом сеоске општине (слч. obec) у округу Наместово , у Жилинском крају, Словачка Република.

## Становништво
| Година:    | 1994. | 2004.   | 2014.   | 2024.   |
| ---------- | ----- | ------- | ------- | ------- |
| Број људи: | 1324  | 1413    | 1417    | 1453    |
| Разлика:   |       | +6,72 % | +0,28 % | +2,54 % |

| Година:    | 2023. | 2024.   |
| ---------- | ----- | ------- |
| Број људи: | 1444  | 1453    |
| Разлика:   |       | +0,62 % |

Према подацима о броју становника из 2023. године насеље је имало 1.444 становника.